# Harold van der Heijden
Harold van der Heijden (Veghel, Països Baixos, 18 de desembre de 1960) és un compositor d'estudis d'escacs neerlandès. De professió, després d'acabar el doctorat l'any 2009, és cap del laboratori de Recerca i Desenvolupament d'un institut veterinari.
La seva col·lecció d'estudis finals es considera la més gran i la més completa del món (comptant més de 83.000 estudis al setembre de 2014). Aquesta col·lecció és útil per als jutges en la comprovació anticipada. Ha estat consultat pels jutges de molts tornejos i també ha organitzat i/o jutjat diversos tornejos d'estudis de finals. L'any 2001 li va ser atorgat per la Comissió Permanent de la FIDE de Composició d'Escacs (PCCC) el títol de Jutge Internacional de Composició d'Escacs per als estudis finals de joc i el 2012 el títol de Mestre de la FIDE per a la composició d'escacs.
Ha publicat més de 130 estudis propis. Amb els seus 101 estudis que han partitpat en tornejos, va guanyar 28 premis, 31 mencions d'honor i 17 mencions (a setembre de 2014). Va ser nomenat per la Comissió Permanent de la FIDE per a les Composicions d'Escacs (PCCC) com a Director de la Secció de l'Àlbum de la FIDE per a la secció d'estudis finals des de l'Àlbum 1998-2000 fins a l'Àlbum 2007-2009.
Va ser editor (1989) i més tard redactor en cap (1993) de la revista EBUR del cercle neerlandès d'estudis de finals ARVES. EBUR es va fusionar el 2007 amb la famosa revista internacional d'estudis finals EG fundada per John Roycroft el 1965. També va ser editor d'aquesta revista des de 1991 i va assumir l'editorial en cap de John Roycroft amb la fusió de les revistes.

## Llibres
- Harold van der Heijden (1996): Promoció de peó a alfil o torre a l'estudi final del joc, New in Chess, Alkmaar ISBN 90-5691-005-1
- Harrie Grondijs & Harold van der Heijden (2008): Inleiding tot de Eindspelstudie, RUEB, Rijswijk.